# Faux-Villecerf

Faux-Villecerf este o comună în departamentul Aube din nord-estul Franței. În 1 ianuarie 2022 avea o populație de 215 de locuitori.